# Robert A. Martienssen
Robert Anthony Martienssen (né le 21 décembre 1960) est un biologiste végétal britannique, chercheur au Howard Hughes Medical Institute - Gordon and Betty Moore Foundation, et professeur au Cold Spring Harbor Laboratory, aux États-Unis,, .

## Éducation
Robert Martienssen fréquente l'Emmanuel College de Cambridge, terminant son BA en 1982 et poursuivant son doctorat en 1986 sur la génétique moléculaire des familles de gènes d'alpha-amylase dans le blé tendre, supervisé par David Baulcombe . Il reçoit une bourse postdoctorale EMBO pour se rendre à l'Université de Californie à Berkeley où il est chercheur postdoctoral avec Michael Freeling de 1986 à 1988 où il montre que les changements de méthylation des transposons peuvent être associés à des changements génétiquement héréditaires du phénotype des plants de maïs . En 1989, il est embauché comme chercheur principal au Cold Spring Harbor Laboratory .

## Recherche et carrière
Martienssen fait des découvertes majeures concernant la manière dont les plantes contrôlent l'expression de leurs gènes. Travaillant avec le maïs , la levure  et la mauvaise herbe Arabidopsis, il se concentre sur les modifications chimiques de l'ADN qui déterminent quels gènes sont actifs - un processus connu sous le nom d'épigénétique .
Les travaux de Martienssen expliquent l'effet sur les plantes des «gènes sauteurs», ou éléments transposables de l'ADN, rapporté en 1951 par Barbara McClintock, avec qui il a travaillé au début de sa carrière. Il découvre que de petits morceaux d'ARN, en association avec des protéines de la famille des Argonautes, font taire les transposons dans les graines afin que l'expression des gènes reste stable d'une génération à l'autre .
Ses travaux sont cités par la revue Science dans le cadre de son article Breakthrough of the Year : 2002  sur les petits ARN. Il étend ses études épigénétiques des graines au pollen, et ses découvertes ont des implications pour la sélection végétale - notamment le clonage hybride - et le développement des biocarburants .

## Récompenses
- Chercheur de l'Institut médical Howard Hughes [10]
- Prix Newcomb-Cleveland, Association américaine pour l'avancement des sciences en 2003 [11]
- Percée de l'année, Science, 2002 [9]
- Élu membre de la Royal Society en 2006 [8]
- Élu membre de l'Organisation européenne de biologie moléculaire en 2010 [12]
- Prix McClintock de génétique végétale en 2018 [13]
- Médaille Martin Gibbs de l'American Society of Plant Biologists en 2019 [14],[15]